# Como estrellas fugaces
Due uomini, quattro donne e una mucca depressa (Como estrellas fugaces en español) es una película italiana dirigida por Anna Di Francisca en 2012 y estrenada en 2015.
Protagonizada por Miki Manojlovic, relata la vida de Edoardo, un compositor que ha perdido la inspiración para componer y decide irse a España para aislarse de sus problemas. Esto hará que diferentes historias de amor cobren vida en el pueblo español donde ahora vive Edoardo.

## Sinopsis
Edoardo (Miki Manojlovic) es un compositor de música con gran talento que, debido a una combinación de temperamento y circunstancias existenciales, tiene problemas para aceptar compromisos. Sus realidades creativas y laborales se han vuelto insufribles.
Su vida sentimental ha soportado el peso de esta insatisfacción y esto, a su vez, le ha enviado literalmente a la muerte: su capacidad para sacar lo mejor de ella y buscar el compromiso colapsa. Así, Edoardo se toma un año sabático en España.
Al llegar a España, es un cínico, un pesado y un aburrimiento, harto de sí mismo y desanimado, incapaz de escribir música en la que pueda reconocerse a sí mismo. Su estancia en un pequeño pueblo, sus mujeres, sus colores y sus gustos, le vuelve a abrir la vida y las emociones de corazón, devolviéndole la energía y la inspiración para componer una vez más su música.
Al igual que las mujeres que lo rodean, incluso Edoardo emprende un camino de cambio. Lo que se desarrolla entre Edoardo y los otros personajes es un intercambio terapéutico, que se produce ante todo a través del poder comunicativo de la música.
La música, sobre todo en forma "agregadora" como la de un coro polifónico, logra unir lo más disparejo y lejano, creando un vínculo que anula todas las diferencias sociales y culturales. La pasión de Edoardo por la música también se convierte en su medio de redención, tanto humano como profesional, así como una forma de reconciliación con su propio país, Italia, ahora tan diferente y vulgar.

## Reparto
- Edoardo - Miki Manojlovic
- Julia - Maribel Verdú
- Emilio - Eduard Fernández
- Victoria - Laia Marull
- Marta - Ana Caterina Morariu
- Manuela - Gloria Muñoz
- El General - Héctor Alterio
- Sara -Manuela Mandracchia
- Alice -Marzia Bordi
- Aida - Luisa Gavasa
- Pablo - Héctor Juezas
- Bar-man - Leandro Rivera
- Álvaro - Jorge Calvo
- Serena Grandi
- Antonio Resines
- Neri Marcorè[4]